# Lisa (Brașov)
Pour les articles homonymes, voir Lisa.
Lisa (en hongrois : Lisza) est une commune roumaine du județ de Brașov, dans la région historique de Transylvanie.

## Localisation
Lisa est située au pied de Monts Făgăraș, dans la région de țara Făgărașului (région historique de Transylvanie), à 20 km de Făgăraș et à 84 km du centre-ville de Brașov.

## Villages
La commune de Lisa est composée des trois villages suivants :
- Breaza (en hongrois : Breáza)
- Lisa, siège de la commune
- Pojorta (en hongrois : Posorta)

## Monuments et lieux touristiques
- Église “Saint Georges” du village de Lisa, (construction 1890)
- Église “Assomption de Marie” du village de Lisa (construction 1889
- Site archéologique “La Cetate” du village de Breaza
- Lac Urlea[1]